# Drakkar de Baie-Comeau
Die Drakkar de Baie-Comeau (engl. Baie-Comeau Drakkar) sind ein professionelles kanadisches Junioren-Eishockeyteam aus Baie-Comeau, Québec, das momentan in der Ligue de hockey junior majeur du Québec spielt. Seine Heimspiele trägt das Franchise im Centre Henry-Leonard aus.

## Geschichte
1997 wurden die Drakkar als neues LHJMQ-Team gegründet, einer der Gründer war der ehemalige NHL-Spieler Marius Fortier. Bereits in der Debütsaison liefen für die Mannschaft mit Marc-André Bergeron und Bruno St. Jacques zwei eigene Draftpicks aus dem gleichen Jahr auf. Erster Topscorer war allerdings Oleh Tymtschenko, den die Drakkar im Saisonverlauf von den Huskies de Rouyn-Noranda holten. In seiner dritten Spielzeit erreichte das Team erstmals die Play-offs um die Coupe du Président, scheiterten allerdings in der ersten Runde an den Halifax Mooseheads. 2001 unterlagen sie in den Conference-Finals den Titan d’Acadie-Bathurst.
Die punktbeste Saison ihrer Geschichte spielten die Drakkar 2002/03, als sie die reguläre Saison mit 108 Punkten auf dem ersten Platz der Liga abschlossen. Zudem erreichten drei Spieler, Joël Perrault, Patrick Thoresen und Pascal Pelletier, die 100-Punkte-Marke. In den Play-offs verloren sie allerdings erneut im Halbfinale nach sieben Spielen gegen Halifax. Nach dem Abgang ihrer Leistungsträger rutschte die Mannschaft wieder ins Mittelfeld der Liga ab und konnte in den folgenden sechs Spielzeiten nur eine Play-off-Serie für sich entscheiden.
Nachdem die Drakkar die reguläre Saison 2011 zum zweiten Mal in Folge auf dem vorletzten Platz der Liga beendet hatten, erhielten sie durch eine Lotterie das erste Wahlrecht im Midget Draft desselben Jahres. Mit diesem wählten sie den Center Nathan MacKinnon aus. Da ein Wechsel nach Baie-Comeau aus persönlichen Gründen als unwahrscheinlich galt, wurde er innerhalb der Liga zu den Halifax Mooseheads transferiert. Die Drakkar erhielten im Gegenzug zwei Spieler und drei Erstrunden-Wahlrechte von Halifax. In den folgenden Spielzeiten gelang es den Drakkar, durch den Draft und Tauschgeschäfte wieder an die Ligaspitze zurückzukehren. In der Saison 2013/14 zog die Mannschaft erstmals in das Finale um die Coupe du Président ein, wo sie erneut den Halifax Mooseheads unterlagen. In der folgenden Spielzeit konnten sie diesen Erfolg wiederholen, scheiterten diesmal aber an den Foreurs de Val-d’Or. Mit 170 Gegentoren in der regulären Saison gewannen die Drakkar zudem zum ersten Mal in ihrer Geschichte den Trophée Robert LeBel für die Mannschaft mit dem geringsten Gegentorschnitt.

## Ehemalige Spieler
Verschiedene Spieler, die ihre Juniorenzeit in Baie-Comeau verbrachten, machten später auch in der National Hockey League Karriere. Einige von ihnen sind:
- Marc-André Bergeron
- Gabriel Bourque
- Maxime Fortunus
- Charles Hudon
- Jean-François Jacques
- Pierre-Cédric Labrie
- Yanick Lehoux
- Pierre-Luc Létourneau-Leblond
- Charles Linglet
- Nicolas Meloche
- Olivier Michaud
- Pascal Pelletier
- Joël Perrault
- David Savard
- Bruno St. Jacques
- Petr Straka
- Walentin Sykow
- Patrick Thoresen

## Gesperrte Nummer
Rückennummern von besonders verdienten Spielern wurden „gesperrt“, das heißt, sie werden heute nicht mehr an andere Spieler vergeben. Diese Nummern sind:
- 18 – Maxime Fortunus